# 유품 정리
유품 정리는 고인이 남긴 물건 (유품)을 정리하는 것이다. 유품 처리, 유품 처분이라고도 한다.

## 개요
유품은 이른바 유산 중에서도 동산 등 물품 전반을 가리키지만, 일고인이 생전에 사용하고 있던 생활 잡화나 의류·가구·전자제품 등 고물로서는 재산 가치가 얇은 물품도 포함된다.
고인의 유품을 유족이 서로 나누는 것을 유품분배라고 부르며, 갑작스러운 사건의 경우, 혹은 셋집이나 임대 아파트 등 임대 주택을 명도하지 않으면 안 되는 경우는, 장의 등의 제사가 끝나고 나서, 즉시 유품 정리·처분에 걸리는 것이 많다.
일기·편지·수첩 (주소록이나 메모 등)·통장 등은, 1년부터 2년 정도는 필요하게 되기도 하므로 보관해, 그 외의 가구나 단상 등의 가재도구는 복지 시설에, 서적 등은 지역의 도서관이나 학교 등에 기증되기도 하지만, 안에는 인수자가 붙지 않는, 혹은 재산으로서의 처분을 실시하는 것도 할 수 없는 물품도 있다.
이하에 그 유례를 말한다.
귀중품금품이나 통장 인감 등, 직접적인 재산.
추억의 물건사진이나 편지 등 외, 취미의 도구나 수집물.
의류 등의복이나 이불 등.
가구나 가전제품생활 가전이나 장롱 등 가구류.
식료품냉장고 내의 신선식품이나 보존식 등.
이러한 분류에서는, 귀중품이나 추억의 물건 등은 직접 유족에게 인도해지지만, 추억의 물건의 범주에서도 안에는 유족의 기분을 해치는 것이 포함되는 경우는, 업자가 유족 측의 심정을 깊이 생각해 처분하기도 한다고 한다. 식료품은 원칙으로서 처분되지만, 가전제품에서는 중고품로서 매각된 후, 그 매각이익이 유족에게 건네지는 경우도 있다. 또한 처분함·하지 않음은 원칙 유족의 의향이 반영된다.
소자 고령화·핵가족화를 배경으로, 독거 노인의 고독사가 사회 문제화해, 가구나 생활 용품이 대량으로 남겨진 상태로 거주자가 죽었을 경우, 남겨진 유족에게는 유품의 정리와 폐기가 부담이 되는 경우도 있다. 그 한 편에서는 이러한 폐기되는 유품 중에서 시장가치가 있는 물품을 찾아내는 감정을 실시하는 고물상도 없는 것은 아니다.
단지 폐기되는 쓰레기로서 유품을 취급하는 것에 저항이 있는 유족도 적지 않다. 일례로, 고인이 생존할 당시의 생활 가재도구 일체를 처분하지 않고 부동산세를 계속 지불하는 사람도 있어 농촌이나 지방도시·낡은 주택가에서는, 그처럼 친족 등에서 관리되고 있는 사람이 살지 않는 집도 자주 볼 수 있다. 단지, 사람이 살지 않는 집은 관리하는 사람이 없는 것으로 아픔이 앞당겨지는 경향도 있어, 유족이 정리업자에게 정리·폐기를 의뢰하는 경우도 많다.
또한 이러한 유품에는 당사자가 타인에게는 비밀로 갖고 있던 예금이나 은밀히 모은 돈 등이 몰래 존재하고 있는 경우도 있다. 드물게 가전제품이나 헌 옷 등에 섞여 고액 지폐 다발이 쓰레기 처분장 등에서 발견되는 경우도 있다. '혹시…'나 하는 마음에 소유권을 주장하는 사람이 여러 명 나오는 등의 혼란도 발생하고 있다.

## 정리업자
유품 정리의 외부 위탁처로서는, 특수 청소, 유품 정리 전문 회사 등이 있다.
근래의 유품정리업체는 폐기물 정리업체와 같은 부분이 많으며, 특수 청소 업체와 정리업체 두가지 업무는 별도로 분리된다.
폐기물 정리업체
가전, 가구, 의류 등 중고물품으로 다시 판매가 가능한 물품을 수거한다. 폐기물을 분리하여 처리하는 업체.
특수청소 업체
고독사, 사건현장의 악취, 흔적제거를 주 업무로 하는 업체.

## 같이 보기
- 상속
- 유언
- 독거 노인
- 장의
- 심부름 센터
- 특수 청소
- 복지 정리